# Vester Marshall
Vester Marshall (nacido el 22 de diciembre de 1948 en Tuscaloosa, Alabama) es un exjugador de baloncesto estadounidense que jugó una temporada en la NBA, además de hacerlo en México. Con 2,01 metros de estatura, lo hacía en la posición de alero.

## Trayectoria deportiva

### Universidad
Jugó durante su etapa universitaria con los Sooners de la Universidad de Oklahoma.

### Profesional
Tras no ser elegido en el 1970, jugó en la liga mexicana hasta que en diciembre de 1973 fue llamado por los Seattle SuperSonics para sustituir a Jim McDaniels, que había sido despedido. Jugó 13 partidos, en los que promedió 1,3 puntos y 2,8 rebotes, siendo despedido posteriormente.

## Estadísticas de su carrera en la NBA

### Temporada regular
| Temporada | Edad | Equipo              | Liga | Pos. | P  | TIT | MIN  | TC  | TCA | %TC  | 2P  | 2PA | %2P  | TL  | TLA | %TL  | R.OF. | R.DEF. | REB | ASIS | ROB | TAP | PER | FP  | PTS |
| 1973-74   | 25   | Seattle SuperSonics | NBA  | SF   | 13 |     | 13.4 | 0.5 | 2.2 | .241 | 0.5 | 2.2 | .241 | 0.2 | 0.5 | .429 | 1.1   | 1.8    | 2.8 | 0.3  | 0.3 | 0.2 |     | 1.5 | 1.3 |
| Total     |      |                     | NBA  |      | 13 |     | 13.4 | 0.5 | 2.2 | .241 | 0.5 | 2.2 | .241 | 0.2 | 0.5 | .429 | 1.1   | 1.8    | 2.8 | 0.3  | 0.3 | 0.2 |     | 1.5 | 1.3 |